# 丹尼森 (堪薩斯州)
丹尼森（英語：Denison）是位於美國堪薩斯州傑克遜縣的一個城市。

## 地方資料
丹尼森的面積為0.29平方千米，當中陸地面積為0.29平方千米，而水域面積為0.00平方千米。根據2020年美國人口普查的數據，當地共有人口146人，而人口密度為每平方千米503.45人。

## 外部連結
- US-Counties.com
- City-Data.com （页面存档备份，存于）